# Grön pilspinnare
Grön pilspinnare (Earias clorana) är en fjärilsart som beskrevs av Carl von Linné 1761. Grön pilspinnare ingår i släktet Earias och familjen trågspinnare. Arten är reproducerande i Sverige. Inga underarter finns listade i Catalogue of Life.

## Bildgalleri

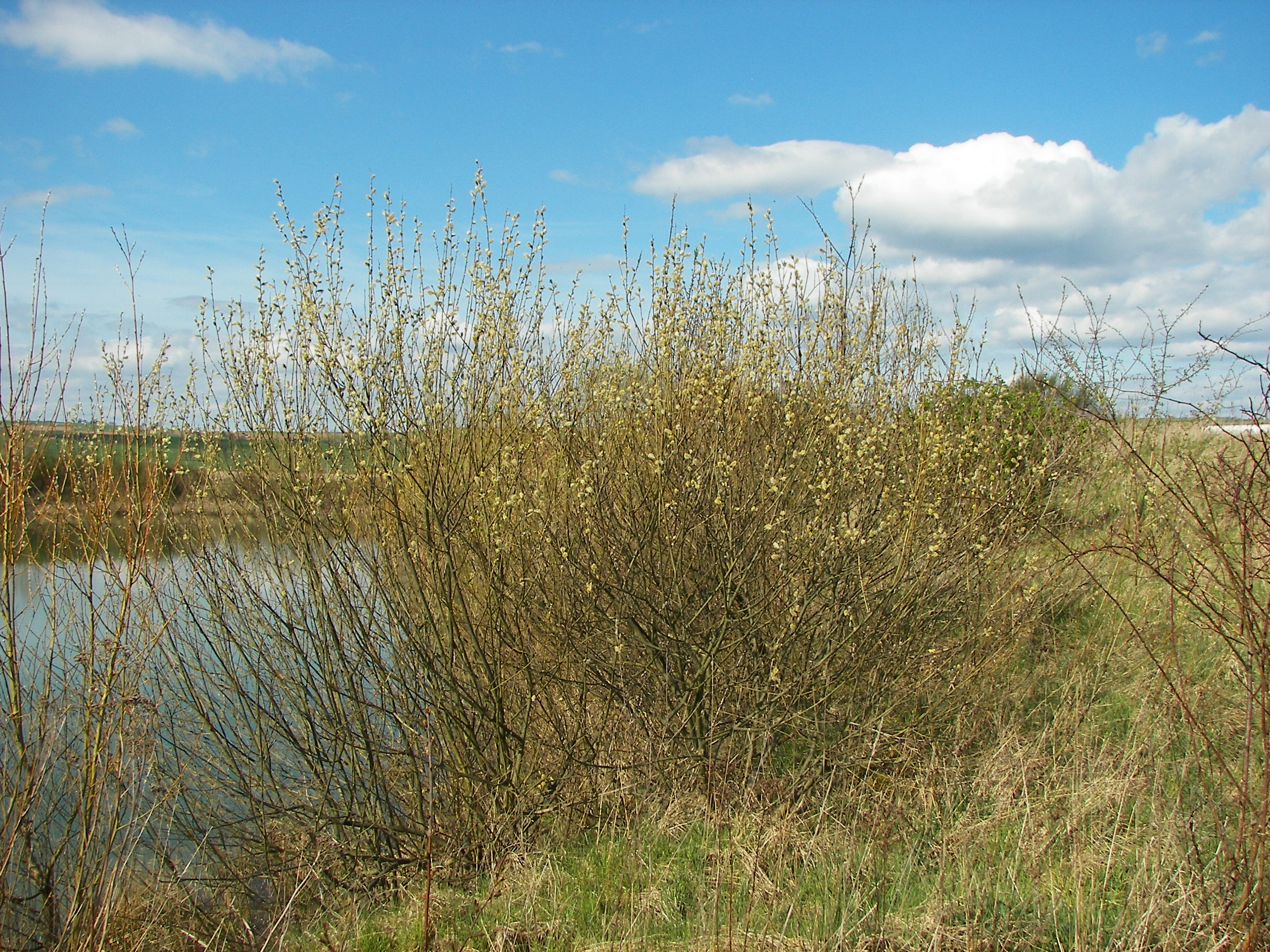